# Никола Шейтанов
Никола Шейтанов е български либерал и русофил, кмет на Дупница.

## Биография
Никола Шейтанов е роден през 1855 година в Горна Джумая, тогава в Османската империя. Заселва се в Дупница в годините около Освобождението на България, а по-късно става един от местните водачи на Либералната партия на Драган Цанков. В периода 1885 – 1886 година е кмет на Дупница. Поради политическата криза около преврата срещу Княз Александър Батенберг и контрапреврата на Стефан Стамболов управата на кметството е разпусната и се формира Временен управителски съвет.
През 1894 година участва на митинга на „Македонците в град Дубница със своите сънародници от града и околията“ в Дупница, а на следващата година е сред учредителите на Македонско дружество „Единство“ в града. Дълги години е в настоятелството на дружеството до закриването му през 1903 година.
Умира през 1939 година.